# QMJHL All-Star Team
QMJHL All-Star Team je ideální sestava sezóny v juniorské lize ledního hokeje QMJHL, kterou volí novináři. Od Sezóny 1988-89 byl vyhlašován i tak zvaný QMJHL All-All-Rookie Team, což je ideální formace nováčků.

## Seznam sestav v jednotlivých sezónách

### 1969-70
1. All-Star Team
- Brankář – Gilles Meloche, Verdun Maple Leafs
- Levý obránce – Larry O'Connor, Laval Saints
- Pravý obránce – Jacques Lapierre, Shawinigan Bruins
- Levé křídlo – Luc Simard, Trois-Rivières Ducs
- Střední útočník – Guy Lafleur, Quebec Remparts
- Pravé křídlo – Pierre Plante, Drummondville Rangers
- Trenér – Maurice Filion, Quebec Remparts

2. All-Star Team
- Brankář – Richard Coutu, Rosemont National a Billy Smith, Cornwall Royals
- Levý obránce – Ronald Legault, Sorel Éperviers
- Pravý obránce – Richard Campeau, Sorel Éperviers a Michel Ruest, Cornwall Royals
- Levé křídlo – Michel Archambault, Drummondville Rangers
- Střední útočník – Richard Leduc, Trois-Rivières Ducs
- Pravé křídlo – Mike Morton, Shawinigan Bruins
- Trenér – Claude Dolbec, Shawinigan Bruins

### 1970-71
1. All-Star Team
- Brankář – Michel Deguise, Sorel Éperviers
- Levý obránce – Pierre Roy, Quebec Remparts
- Pravý obránce – Richard Campeau, Sorel Éperviers
- Levé křídlo – Jacques Richard, Quebec Remparts
- Střední útočník – Richard Leduc, Trois-Rivières Ducs
- Pravé křídlo – Guy Lafleur, Quebec Remparts
- Trenér – Claude Dolbec, Shawinigan Bruins

2. All-Star Team
- Brankář – Raynald Belanger, Shawinigan Bruins
- Levý obránce – Pierre Archambault, Saint-Jérôme Alouettes
- Pravý obránce – Michel Ruest, Cornwall Royals
- Levé křídlo – Normand Dube, Sherbrooke Castors
- Střední útočník – Andre Savard, Quebec Remparts
- Pravé křídlo – Yves Bergeron, Shawinigan Bruins
- Trenér – Maurice Filion, Quebec Remparts

### 1971-72
1. All-Star Team
- Brankář – Richard Brodeur, Cornwall Royals
- Levý obránce – Guy Provost, Drummondville Rangers
- Pravý obránce – Richard Campeau, Sorel Éperviers
- Levé křídlo – Claude St. Sauveur, Sherbrooke Castors
- Střední útočník – Jacques Richard, Quebec Remparts
- Pravé křídlo – Rejean Giroux, Quebec Remparts
- Trenér – Orval Tessier, Cornwall Royals

2. All-Star Team
- Brankář – Denis Herron, Trois-Rivières Ducs
- Levý obránce – Denis Deslauriers, Shawinigan Bruins
- Pravý obránce – Jean Hamel, Drummondville Rangers
- Levé křídlo – Noël Desfossés, Sorel Éperviers
- Střední útočník – Gerry Teeple, Cornwall Royals
- Pravé křídlo – Maurice Desfossés, St-Jérôme Alouettes
- Trenér – Ghislain Delage, Sorel Éperviers

### 1972-73
1. All-Star Team
- Brankář – Paul-Andre Touzin, Shawinigan Bruins
- Levý obránce – Al Sims, Cornwall Royals
- Pravý obránce – Jean Landry, Quebec Remparts
- Levé křídlo – François Rochon, Sherbrooke Castors
- Střední útočník – André Savard, Quebec Remparts
- Pravé křídlo – Jacques Cossette, Sorel Éperviers
- Trenér – Claude Dolbec, Shawinigan Bruins

2. All-Star Team
- Brankář – André Lepage, Drummondville Rangers
- Levý obránce – Jean-Pierre Burgoyne, Shawinigan Bruins
- Pravý obránce – Jean Bernier, Shawinigan Bruins
- Levé křídlo – Claude Larose, Drummondville Rangers
- Střední útočník – Denis Desgagnés, Sorel Éperviers
- Pravé křídlo – Blair MacDonald, Cornwall Royals
- Trenér – Orval Tessier, Quebec Remparts

### 1973-74
1. All-Star Team
- Brankář – Bob Sauvé, Laval National
- Levý obránce – Denis Carufel, Sorel Éperviers
- Pravý obránce – Bob Murray, Cornwall Royals
- Levé křídlo – Michel Deziel, Sorel Éperviers
- Střední útočník – Gary MacGregor, Cornwall Royals
- Pravé křídlo – Jacques Cossette, Sorel Éperviers
- Trenér – Ghislain Delage, Sherbrooke Castors

2. All-Star Team
- Brankář – André Lepage, Drummondville Rangers
- Levý obránce – Jean Bernier, Shawinigan Bruins
- Pravý obránce – Richard Mulhern, Sherbrooke Castors
- Levé křídlo – Claude Larose, Drummondville Rangers
- Střední útočník – Pierre Larouche, Sorel Éperviers
- Pravé křídlo – Réal Cloutier, Quebec Remparts
- Trenér – Ron Racette, Cornwall Royals

### 1974-75
1. All-Star Team
- Brankář – Mario Viens, Cornwall Royals
- Levý obránce – Richard Mulhern, Sherbrooke Castors
- Pravý obránce – François Vachon, Trois-Rivières Draveurs
- Levé křídlo – Normand Dupont, Montreal Bleu Blanc Rouge
- Střední útočník – Jean-Luc Phaneuf, Montreal Bleu Blanc Rouge
- Pravé křídlo – Mike Bossy, Laval National
- Trenér – Orval Tessier, Cornwall Royals

2. All-Star Team
- Brankář – Normand Lapointe, Trois-Rivières Draveurs
- Levý obránce – Robert Picard, Montreal Bleu Blanc Rouge
- Pravý obránce – Donald Lemieux, Quebec Remparts
- Levé křídlo – Claude Larose, Drummondville Rangers
- Střední útočník – Sidney Versey, Sherbrooke Castors
- Pravé křídlo – Pierre Mondou, Montreal Bleu Blanc Rouge
- Trenér – Ghislain Delage, Sherbrooke Castors

### 1975-76
Východní divize 1. tým
- Brankář – Maurice Barrette, Quebec Remparts
- Levý obránce – Jean Gagnon, Quebec Remparts
- Pravý obránce – Daniel Poulin, Chicoutimi Saguenéens
- Levé křídlo – Richard David, Trois-Rivières Draveurs
- Střední útočník – Sylvain Locas, Chicoutimi Saguenéens
- Pravé křídlo – Lucien DeBlois, Sorel Éperviers
- Trenér – Ron Racette, Quebec Remparts

Západní divize 1. tým
- Brankář – Richard Sevigny, Sherbrooke Castors
- Levý obránce – Robert Picard, Montreal Juniors
- Pravý obránce – Rick Garcia, Hull Festivals
- Levé křídlo – Normand Dupont, Montreal Juniors
- Střední útočník – Glen Sharpley, Hull Festivals
- Pravé křídlo – Mike Bossy, Laval National & Peter Marsh, Sherbrooke Castors
- Trenér – Orval Tessier, Cornwall Royals

### 1976-77
1. All-Star Team
- Brankář – Tim Bernhardt, Cornwall Royals
- Levý obránce – Robert Picard, Montreal Juniors
- Pravý obránce – Graeme Nicolson, Cornwall Royals
- Levé křídlo – Jere Gillis, Sherbrooke Castors
- Střední útočník – Jean Savard, Quebec Remparts
- Pravé křídlo – Lucien Deblois, Sorel Éperviers
- Trenér – Yvan Gingras, Chicoutimi Saguenéens

2. All-Star Team
- Brankář – Jean Belisle, Chicoutimi Saguenéens
- Levý obránce – Alain Myette, Shawinigan Dynamos
- Pravý obránce – Mario Marois, Quebec Remparts
- Levé křídlo – Normand Dupont, Montreal Juniors
- Střední útočník – Sylvain Locas, Chicoutimi Saguenéens
- Pravé křídlo – Mike Bossy, Laval National
- Trenér – Michel Bergeron, Trois-Rivières Draveurs

### 1977-78
1. All-Star Team
- Brankář – Jacques Cloutier, Trois-Rivières Draveurs
- Levý obránce – Mark Hardy, Montreal Juniors
- Pravý obránce – Ray Bourque, Verdun Éperviers
- Levé křídlo – Patrick Daley, Laval National
- Střední útočník – Kevin Reeves, Montreal Juniors
- Pravé křídlo – Ron Carter, Sherbrooke Castors
- Trenér – Michel Bergeron, Trois-Rivières Draveurs

2. All-Star Team
- Brankář – Marco Baron, Montreal Juniors
- Levý obránce – Kevin Lowe, Quebec Remparts
- Pravý obránce – Graeme Nicolson, Cornwall Royals
- Levé křídlo – Michel Goulet, Quebec Remparts
- Střední útočník – Glen Currie, Laval National
- Pravé křídlo – Daniel Metivier, Hull Olympiques
- Trenér – Orval Tessier, Cornwall Royals

### 1978-79
1. All-Star Team
- Brankář – Jacques Cloutier, Trois-Rivières Draveurs
- Levý obránce – Pierre Lacroix, Trois-Rivières Draveurs
- Pravý obránce – Ray Bourque, Verdun Éperviers
- Levé křídlo – Louis Begin, Sherbrooke Castors
- Střední útočník – Normand Aubin, Verdun Éperviers
- Pravé křídlo – Jimmy Mann, Sherbrooke Castors
- Trenér – Michel Bergeron, Trois-Rivières Draveurs

2. All-Star Team
- Brankář – Vincent Tremblay, Quebec Ramparts
- Levý obránce – Kevin Lowe, Quebec Remparts
- Pravý obránce – Michel Leblanc, Trois-Rivières Draveurs
- Levé křídlo – Gilles Hamel, Trois-Rivières Draveurs
- Střední útočník – Jean-François Sauvé, Trois-Rivières Draveurs
- Pravé křídlo – Denis Cyr, Montreal Juniors
- Trenér – Ron Racette, Quebec Remparts

### 1979-80
1. All-Star Team
- Brankář – Paul Pageau, Shawinigan Cataractes
- Levý obránce – Fred Arthur, Cornwall Royals
- Pravý obránce – Gaston Therrien, Quebec Remparts
- Levé křídlo – Gilles Hamel, Chicoutimi Saguenéens
- Střední útočník – Jean-François Sauvé, Trois-Rivières Draveurs & Denis Savard, Montreal Juniors
- Pravé křídlo – Denis Cyr, Montreal Juniors
- Trenér – Doug Carpenter, Cornwall Royals

2. All-Star Team
- Brankář – Corrado Micalef, Sherbrooke Castors
- Levý obránce – Normand Rochefort, Trois-Rivières Draveurs
- Pravý obránce – Dave Ezard, Cornwall Royals
- Levé křídlo – Pierre Aubry, Trois-Rivières Draveurs & Louis Begin, Sherbrooke Castors
- Střední útočník – Guy Carbonneau, Chicoutimi Saguenéens
- Pravé křídlo – Brian Johnson, Sherbrooke Castors
- Trenér – Ghislain Delage, Sherbrooke Castors & Gaston Drapeau, Quebec Remparts

### 1980-81
1. All-Star Team
- Brankář – Corrado Micalef, Sherbrooke Castors
- Levý obránce – Pierre Sevigny, Trois-Rivières Draveurs
- Pravý obránce – Fred Boimistruck, Cornwall Royals
- Levé křídlo – Normand Lefrancois, Trois-Rivières Draveurs
- Střední útočník – Dale Hawerchuk, Cornwall Royals
- Pravé křídlo – Sean McKenna, Sherbrooke Castors
- Trenér – Andre Boisvert, Sherbrooke Castors

2. All-Star Team
- Brankář – Michel Dufor, Sorel Éperviers
- Levý obránce – Robert Savard, Cornwall Royals
- Pravý obránce – Gilbert Delorme, Chicoutimi Saguenéens
- Levé křídlo – Normand Leveille, Chicoutimi Saguenéens
- Střední útočník – Alain Lemieux, Trois-Rivières Draveurs
- Pravé křídlo – Jean-Marc Gaulin, Sorel Éperviers
- Trenér – Bob Kilger, Cornwall Royals

### 1981-82
1. All-Star Team
- Brankář – Roberto Romano, Hull Olympiques
- Levý obránce – Paul-André Boutilier, Sherbrooke Castors
- Pravý obránce – Michel Petit, Sherbrooke Castors
- Levé křídlo – Luc Dufour, Chicoutimi Saguenéens
- Střední útočník – John Chabot, Sherbrooke Castors & Claude Verret, Trois-Rivières Draveurs
- Pravé křídlo – Pierre Rioux, Shawinigan Cataractes
- Trenér – Jean Lachapelle, Hull Olympiques

2. All-Star Team
- Brankář – Mario Gosselin, Shawinigan Cataractes
- Levý obránce – Taras Zytynski, Montreal Juniors
- Pravý obránce – Billy Campbell, Montreal Juniors
- Levé křídlo – Normand Lefrancois, Trois-Rivières Draveurs
- Střední útočník – Jacques Sylvestre, Granby Bisons
- Pravé křídlo – Sean McKenna, Sherbrooke Castors
- Trenér – Pierre Creamer, Montreal Juniors

### 1982-83
1. All-Star Team
- Brankář – Mario Gosselin, Shawinigan Cataractes
- Levý obránce – J. J. Daigneault, Longueuil Chevaliers
- Pravý obránce – Michel Petit, Saint-Jean Castors
- Levé křídlo – Sylvain Turgeon, Hull Olympiques
- Střední útočník – Pat LaFontaine, Verdun Juniors
- Pravé křídlo – Bobby Mormina, Longueuil Chevaliers
- Trenér – Jacques Lemaire, Longueuil Chevaliers

2. All-Star Team
- Brankář – Luc Guenette, Quebec Remparts
- Levý obránce – Jocelyn Gauvreau, Granby Bisons
- Pravý obránce – Bobby Dollas, Laval Voisins
- Levé křídlo – Claude Vilgrain, Laval Voisins & Ronald Choules, Trois-Rivières Draveurs
- Střední útočník – Mario Lemieux, Laval Voisins
- Pravé křídlo – Denis Dore, Chicoutimi Saguenéens
- Trenér – Ron Lapointe, Shawinigan Cataractes

### 1983-84
1. All-Star Team
- Brankář – Alain Raymond, Trois-Rivières Draveurs
- Levý obránce – Steven Finn, Laval Voisins
- Pravý obránce – Billy Campbell, Verdun Juniors
- Levé křídlo – Claude Gosselin, Quebec Remparts
- Střední útočník – Mario Lemieux, Laval Voisins
- Pravé křídlo – Jacques Goyette, Laval Voisins
- Trenér – Pierre Creamer, Verdun Juniors

2. All-Star Team
- Brankář – Luc Guenette, Quebec Remparts
- Levý obránce – Jerome Carrier, Verdun Juniors
- Pravý obránce – Sylvain Cote, Quebec Remparts
- Levé křídlo – Yves Courteau, Laval Voisins
- Střední útočník – Claude Lebebvre, Quebec Remparts
- Pravé křídlo – Claude Lemieux, Verdun Juniors
- Trenér – Jean Begin, Laval Voisins

### 1984-85
1. All-Star Team
- Brankář – Daniel Berthiaume, Chicoutimi Saguenéens
- Levý obránce – Steve Duchesne, Drummondville Voltigeurs
- Pravý obránce – Yves Beaudoin, Shawinigan Cataractes
- Levé křídlo – Sergio Momesso, Shawinigan Cataractes
- Střední útočník – Guy Rouleau, Longueuil Chevaliers
- Pravé křídlo – Claude Lemieux, Verdun Junior Canadiens
- Trenér – Ron Lapointe, Shawinigan Cataractes

2. All-Star Team
- Brankář – Alain Raymond, Trois-Rivières Draveurs
- Levý obránce – Steven Finn, Laval Voisins
- Pravý obránce – James Gasseau, Drummondville Voltigeurs
- Levé křídlo – Luc Robitaille, Hull Olympiques
- Střední útočník – Stephane Richer Chicoutimi Saguenéens
- Pravé křídlo – Marc Damphousse, Shawinigan Cataractes
- Trenér – Mario Bazinet, Chicoutimi Saguenéens

### 1985-86
1. All-Star Team
- Brankář – Robert Desjardins, Hull Olympiques
- Levý obránce – Jean-Marc Richard, Chicoutimi Saguenéens
- Pravý obránce – Sylvain Côté, Hull Olympiques
- Levé křídlo – Luc Robitaille, Hull Olympiques
- Střední útočník – Guy Rouleau, Longueuil Chevaliers
- Pravé křídlo – Jocelyn Lemieux, Laval Titan
- Trenér – Pat Burns, Hull Olympiques

2. All-Star Team
- Brankář – Vincent Riendeau, Drummondville Voltigeurs
- Levý obránce – Donald Dufresne, Trois-Rivières Draveurs
- Pravý obránce – James Gasseau, Drummondville Voltigeurs
- Levé křídlo – Philippe Bozon, Saint-Jean Castors & Vincent Damphousse, Laval Titan
- Střední útočník – Jimmy Carson, Verdun Junior Canadiens & Michel Mongeau, Laval Titan
- Pravé křídlo – Patrice Lefebvre, Shawinigan Cataractes
- Trenér – Michel Parizeau, Drummondville Voltigeurs

### 1986-87
1. All-Star Team
- Brankář – Robert Desjardins, Longueuil Chevaliers
- Levý obránce – Jean-Marc Richard, Chicoutimi Saguenéens
- Pravý obránce – Stephane Quintal, Granby Bisons
- Levé křídlo – Everett Sanipass, Granby Bisons
- Střední útočník – Marc Fortier, Chicoutimi Saguenéens
- Pravé křídlo – Patrice Lefebvre, Shawinigan Cataractes
- Trenér – Guy Chouinard, Longueuil Chevaliers

2. All-Star Team
- Brankář – Jimmy Waite, Chicoutimi Saguenéens
- Levý obránce – Donald Dufresne, Longueuil Chevaliers
- Pravý obránce – Éric Desjardins, Granby Bisons
- Levé křídlo – Benoît Brunet, Hull Olympiques
- Střední útočník – Stéphan Lebeau, Shawinigan Cataractes
- Pravé křídlo – Luc Beausoleil, Laval Titan & Patrice Tremblay, Chicoutimi Saguenéens
- Trenér – Gaston Drapeau, Chicoutimi Saguenéens

### 1987-88
1. All-Star Team
- Brankář – Stephane Beauregard, Saint-Jean Castors
- Levý obránce – Yves Racine, Victoriaville Tigres
- Pravý obránce – Éric Desjardins, Granby Bisons
- Levé křídlo – Martin Gelinas, Hull Olympiques
- Střední útočník – Marc Saumier, Hull Olympiques
- Pravé křídlo – Patrice Lefebvre, Shawinigan Cataractes
- Trenér – Alain Vigneault, Hull Olympiques

2. All-Star Team
- Brankář – Jason Glickman, Hull Olympiques
- Levý obránce – Eric Tremblay, Drummondville Voltigeurs
- Pravý obránce – Steve Veilleux, Trois-Rivières Draveurs
- Levé křídlo – Yves Gaucher, Chicoutimi Saguenéens
- Střední útočník – Stéphan Lebeau, Shawinigan Cataractes
- Pravé křídlo – Patrice Tremblay, Chicoutimi Saguenéens
- Trenér – Guy Chouinard, Victoriaville Tigres

### 1988-89
1. All-Star Team
- Brankář – Stéphane Fiset, Victoriaville Tigres
- Levý obránce – Yves Racine, Victoriaville Tigres
- Pravý obránce – Eric Dubois, Laval Titan
- Levé křídlo – Steve Chartrand, Drummondville Voltigeurs
- Střední útočník – Stéphane Morin, Chicoutimi Saguenéens
- Pravé křídlo – Donald Audette, Laval Titan
- Trenér – Dany Dubé, Trois-Rivières Draveurs

2. All-Star Team
- Brankář – André Racicot, Granby Bisons
- Levý obránce – Steve Veilleux, Trois-Rivières Draveurs
- Pravý obránce – Guy Dupuis, Hull Olympiques
- Levé křídlo – Michel Picard, Trois-Rivières Draveurs
- Střední útočník – Jeremy Roenick, Hull Olympiques
- Pravé křídlo – Eddy Courtenay, Granby Bisons & J. F. Quintin, Shawinigan Cataractes
- Trenér – Gilbert Perreault, Victoriaville Tigres

All-Rookie Team
- Brankář – Felix Potvin, Chicoutimi Saguenéens
- Levý obránce – Karl Dykhuis, Hull Olympiques
- Pravý obránce – Yannick Lemay, Trois-Rivières Draveurs
- Levé křídlo – Pierre Sevigny, Verdun Junior Canadiens
- Střední útočník – Yanic Perreault, Trois-Rivières Draveurs
- Pravé křídlo – Marc Rodgers, Granby Bisons
- Trenér – Paulin Bordeleau, Laval Titan

### 1989-90
1. All-Star Team
- Brankář – Pierre Gagnon, Victoriaville Tigres
- Levý obránce – Karl Dykhuis, Hull Olympiques
- Pravý obránce – Claude Barthe, Victoriaville Tigres
- Levé křídlo – Patrick Lebeau, Victoriaville Tigres
- Střední útočník – Andrew McKim, Hull Olympiques
- Pravé křídlo – Martin Lapointe, Laval Titan
- Trenér – Guy Chouinard, Victoriaville Tigres

2. All-Star Team
- Brankář – Félix Potvin, Chicoutimi Saguenéens
- Levý obránce – François Groleau, Shawinigan Cataractes
- Pravý obránce – Patrice Brisebois, Laval Titan
- Levé křídlo – Pierre Sevigny, Saint-Hyacinthe Laser
- Střední útočník – Steve Larouche, Trois-Rivières Draveurs
- Pravé křídlo – Sylvain Naud, Laval Titan
- Trenér – Gerard Gagnon, Longueuil Collège Français

All-Rookie Team
- Brankář – Martin Brodeur, Saint-Hyacinthe Laser
- Levý obránce – Eric Lavigne, Hull Olympiques
- Pravý obránce – Yan Arsenault, Longueuil Collège Français
- Levé křídlo – Patrick Poulin, Saint-Hyacinthe Laser
- Střední útočník – Charles Poulin, Saint-Hyacinthe Laser
- Pravé křídlo – Robert Guillet, Longueuil Collège Français
- Trenér – Norman Flynn, Saint-Hyacinthe Laser

### 1990-91
1. All-Star Team
- Brankář – Félix Potvin, Chicoutimi Saguenéens
- Levý obránce – Eric Brule, Chicoutimi Saguenéens
- Pravý obránce – Patrice Brisebois, Drummondville Voltigeurs
- Levé křídlo – Todd Gillingham, Trois-Rivières Draveurs
- Střední útočník – Yanic Perreault, Trois-Rivières Draveurs
- Pravé křídlo – Robert Guillet, Longueuil Collège Français
- Trenér – Joe Canale, Chicoutimi Saguenéens

2. All-Star Team
- Brankář – Boris Rousson, Granby Bisons
- Levý obránce – Guy Lehoux, Drummondville Voltigeurs
- Pravý obránce – Philippe Boucher, Granby Bisons
- Levé křídlo – Pierre Sevigny, Saint-Hyacinthe Laser
- Střední útočník – Denis Chalifoux, Laval Titan
- Pravé křídlo – Martin Lapointe, Laval Titan
- Trenér – Alain Vigneault, Hull Olympiques

All-Rookie Team
- Brankář – Marcel Cousineau, Beauport Harfangs
- Levý obránce – Martin Lapage, Hull Olympiques
- Pravý obránce – Dean Melanson, Saint-Hyacinthe Laser
- Levé křídlo – René Corbet, Drummondville Voltigeurs
- Střední útočník – Pierre-François Lalonde, Hull Olympiques
- Pravé křídlo – Martin Gendron, Saint-Hyacinthe Laser
- Trenér – Jean Hamel, Drummondville Voltigeurs

### 1991-92
1. All-Star Team
- Brankář – Jean-François Labbé, Trois-Rivières Draveurs
- Levý obránce – François Groleau, Shawinigan Cataractes
- Pravý obránce – Yan Arsenault, Verdun Collège Français
- Levé křídlo – Patrick Poulin, Saint-Hyacinthe Laser
- Střední útočník – Charles Poulin, Saint-Hyacinthe Laser
- Pravé křídlo – Martin Gendron, Saint-Hyacinthe Laser
- Trenér – Alain Sanscartier, Shawinigan Cataractes

2. All-Star Team
- Brankář – Martin Brodeur, Saint-Hyacinthe Laser
- Levý obránce – Benoit Larose, Laval Titan
- Pravý obránce – Philippe Boucher, Laval Titan
- Levé křídlo – Yves Sarault, Trois-Rivières Draveurs
- Střední útočník – Alexandre Daigle, Victoriaville Tigres
- Pravé křídlo – Robert Guillet, Verdun Collège Français
- Trenér – Alain Vigneault, Hull Olympiques

All-Rookie Team
- Brankář – Jocelyn Thibault, Trois-Rivières Draveurs
- Levý obránce – Simon Roy, Shawinigan Cataractes
- Pravý obránce – Michael Gaul, Laval Titan
- Levé křídlo – Ian McIntyre, Beauport Harfangs
- Střední útočník – Sébastien Bordeleau, Hull Olympiques
- Pravé křídlo – Samuel Groleau, Saint-Jean Lynx
- Trenér – Bob Hartley, Laval Titan

### 1992-93
1. All-Star Team
- Brankář – Jocelyn Thibault, Sherbrooke Faucons
- Levý obránce – Benoit Larose, Laval Titan
- Pravý obránce – Stephane Julien, Sherbrooke Faucons
- Levé křídlo – René Corbet, Drummondville Voltigeurs
- Střední útočník – Alexandre Daigle, Victoriaville Tigres
- Pravé křídlo – Martin Lapointe, Laval Titan
- Trenér – Guy Chouinard, Sherbrooke Faucons

2. All-Star Team
- Brankář – Philippe DeRouville, Verdun Collège Français
- Levý obránce – Steve Gosselin, Chicoutimi Saguenéens
- Pravý obránce – Yan Arsenault, Verdun Collège Français
- Levé křídlo – Michel St. Jacques, Chicoutimi Saguenéens
- Střední útočník – Ian Laperrière, Drummondville Voltigeurs
- Pravé křídlo – Martin Gendron, Saint-Hyacinthe Laser
- Trenér – Bob Hartley, Laval Titan

All-Rookie Team
- Brankář – Stephane Routhier, Drummondville Voltigeurs
- Levý obránce – Sébastien Bety, Drummondville Voltigeurs
- Pravý obránce – Christian Laflamme, Verdun Collège Français
- Levé křídlo – Jean-Yves Leroux, Beauport Harfangs
- Střední útočník – Steve Brule, Saint-Jean Lynx
- Pravé křídlo – Christian Matte, Granby Bisons
- Trenér – Alain Rajotte, Verdun Collège Français

### 1993-94
1. All-Star Team
- Brankář – Emmanuel Fernandez, Laval Titan
- Levý obránce – Joel Bouchard, Verdun Collège Français
- Pravý obránce – Steve Gosselin, Chicoutimi Saguenéens
- Levé křídlo – Michel St. Jacques, Chicoutimi Saguenéens
- Střední útočník – Yanick Dube, Laval Titan
- Pravé křídlo – Éric Dazé, Beauport Harfangs
- Trenér – Michel Therrien, Laval Titan

2. All-Star Team
- Brankář – Philippe DeRouville, Verdun Collège Français
- Levý obránce – Eric Messier, Sherbrooke Faucons
- Pravý obránce – Stephane Julien, Sherbrooke Faucons
- Levé křídlo – François Leroux, Verdun Collège Français
- Střední útočník – Danny Beauregard, Chicoutimi Saguenéens
- Pravé křídlo – Christian Matte, Granby Bisons
- Trenér – Richard Martel, Saint-Hyacinthe Laser

All-Rookie Team
- Brankář – Sylvain Daigle, Shawinigan Cataractes
- Levý obránce – Jimmy Drolet, Saint-Hyacinthe Laser
- Pravý obránce – Jason Doig, Saint-Jean Lynx
- Levé křídlo – Eric Landry, Saint-Hyacinthe Laser
- Střední útočník – Christian Dube, Sherbrooke Faucons
- Pravé křídlo – Alexej Lojkin, Chicoutimi Saguenéens
- Trenér – Richard Martel, Saint-Hyacinthe Laser

### 1994-95
1. All-Star Team
- Brankář – Éric Fichaud, Chicoutimi Saguenéens
- Levý obránce – Charles Paquette, Sherbrooke Faucons
- Pravý obránce – Stephane Julien, Sherbrooke Faucons
- Levé křídlo – Patrick Cardigan, Shawinigan Cataractes
- Střední útočník – Sébastien Bordeleau, Hull Olympiques
- Pravé křídlo – Éric Dazé, Beauport Harfangs
- Trenér – Michel Therrien, Laval Titan Collège Français

2. All-Star Team
- Brankář – José Théodore, Saint-Jean Lynx / Hull Olympiques
- Levý obránce – Alain Nasreddine, Chicoutimi Saguenéens
- Pravý obránce – Christian Laflamme, Beauport Harfangs
- Levé křídlo – Brant Blackned, Halifax Mooseheads
- Střední útočník – Steve Brule, Saint-Jean Lynx
- Pravé křídlo – Frederic Chartier, Laval Titan Collège Français
- Trenér – Claude Therien, Saint-Jean Lynx

All-Rookie Team
- Brankář – Martin Biron, Beauport Harfangs
- Levý obránce – Anders Myrvold, Laval Titan Collège Français
- Pravý obránce – Radoslav Suchý, Sherbrooke Faucons
- Levé křídlo – Denis Hamel, Chicoutimi Saguenéens
- Střední útočník – Danny Brière, Drummondville Voltigeurs
- Pravé křídlo – Daniel Corso, Victoriaville Tigres
- Trenér – Robert Mongrain, Hull Olympiques

### 1995-96
1. All-Star Team
- Brankář – Frederic Deschenes, Granby Prédateurs
- Levý obránce – Denis Gauthier, Drummondville Voltigeurs
- Pravý obránce – Stéphane Robidas, Shawinigan Cataractes
- Levé křídlo – Daniel Goneau, Granby Prédateurs
- Střední útočník – Christian Dubé, Sherbrooke Faucons
- Pravé křídlo – Frederic Chartier, Beauport Harfangs
- Trenér – Jean Pronovost, Shawinigan Cataractes

2. All-Star Team
- Brankář – José Théodore, Hull Olympiques
- Levý obránce – Jan Němeček, Hull Olympiques
- Pravý obránce – DD/RD Francis Bouillon, Granby Prédateurs
- Levé křídlo – Jean-Guy Trudel, Hull Olympiques
- Střední útočník – Danny Brière, Drummondville Voltigeurs
- Pravé křídlo – Xavier Delisle, Granby Prédateurs
- Trenér – Robert Mongrain, Hull Olympiques

All-Rookie Team
- Brankář – Mathieu Garon, Victoriaville Tigres
- Levý obránce – Mario Larocque, Hull Olympiques
- Pravý obránce – Colin White, Hull Olympiques
- Levé křídlo – Pierre Dagenais, Victoriaville Tigres
- Střední útočník – Patrick Grandmaitre, Victoriaville Tigres
- Pravé křídlo – Pavel Rosa, Hull Olympiques
- Trenér – Gaston Therrien, Rimouski Océanic

### 1996-97
1. All-Star Team
- Brankář – Marc Denis, Chicoutimi Saguenéens
- Levý obránce – Derrick Walser, Beauport Harfangs / Rimouski Océanic
- Pravý obránce – Stephane Robidas, Shawinigan Cataractes
- Levé křídlo – Philippe Audet, Granby Prédateurs
- Střední útočník – Daniel Corso, Victoriaville Tigres
- Pravé křídlo – Pavel Rosa, Hull Olympiques
- Trenér – Clément Jodoin, Halifax Mooseheads

2. All-Star Team
- Brankář – Jean-Sébastien Giguère, Halifax Mooseheads
- Levý obránce – Radoslav Suchý, Sherbrooke Faucons / Chicoutimi Saguenéens
- Pravý obránce – Frederic Bouchard, Rouyn-Noranda Huskies / Chicoutimi Saguenéens
- Levé křídlo – Jean-Pierre Dumont, Val-d'Or Foreurs
- Střední útočník – Danny Brière, Drummondville Voltigeurs
- Pravé křídlo – Eric Normandin, Rimouski Océanic
- Trenér – Alain Rajotte, Victoriaville Tigres

All-Rookie Team
- Brankář – Christian Bronsard, Hull Olympiques
- Levý obránce – François Beauchemin, Laval Titan Collège Français & Jeffrey Sullivan, Granby Prédateurs / Halifax Mooseheads
- Pravý obránce – Jonathan Girard, Laval Titan Collège Français
- Levé křídlo – Alex Tanguay, Halifax Mooseheads
- Střední útočník – Vincent Lecavalier, Rimouski Océanic
- Pravé křídlo – Gregor Baumgartner, Laval Titan Collège Français
- Trenér – Denis Francoeur, Shawinigan Cataractes

### 1997-98
1. All-Star Team
- Brankář – Mathieu Garon, Victoriaville Tigres
- Levý obránce – Derrick Walser, Rimouski Océanic
- Pravý obránce – Remi Royer, Rouyn-Noranda Huskies
- Levé křídlo – Ramzi Abid, Chicoutimi Saguenéens
- Střední útočník – Vincent Lecavalier, Rimouski Océanic
- Pravé křídlo – Mathieu Benoit, Chicoutimi Saguenéens
- Trenér – Guy Chouinard, Quebec Remparts

2. All-Star Team
- Brankář – Patrick Couture, Quebec Remparts
- Levý obránce – Alexej Těžikov, Moncton Wildcats
- Pravý obránce – Jonathan Girard, Laval Titan Collège Français
- Levé křídlo – Pierre Dagenais, Rouyn-Noranda Huskies
- Střední útočník – Mike Ribeiro, Rouyn-Noranda Huskies
- Pravé křídlo – Sebastien Roger, Moncton Wildcats
- Trenér – Claude Julien, Hull Olympiques

All-Rookie Team
- Brankář – Jean-Marc Pelletier, Rimouski Océanic
- Levý obránce – Alexej Těžikov, Moncton Wildcats
- Pravý obránce – Mathieu Biron, Shawinigan Cataractes
- Levé křídlo – Brad Richards, Rimouski Océanic
- Střední útočník – Mike Ribeiro, Rouyn-Noranda Huskies
- Pravé křídlo – Michael Ryder, Hull Olympiques
- Trenér – Christian Larue, Chicoutimi Saguenéens

### 1998-99
1. All-Star Team
- Brankář – Mathieu Chouinard, Shawinigan Cataractes
- Levý obránce – Jiří Fischer, Hull Olympiques
- Pravý obránce – Jonathan Girard, Acadie-Bathurst Titan
- Levé křídlo – Jerome Tremblay, Rouyn-Noranda Huskies
- Střední útočník – Mike Ribeiro, Rouyn-Noranda Huskies
- Pravé křídlo – James Desmarais, Rouyn-Noranda Huskies
- Trenér – Guy Chouinard, Quebec Remparts

2. All-Star Team
- Brankář – Maxime Ouellet, Quebec Remparts
- Levý obránce – Simon Tremblay, Quebec Remparts
- Pravý obránce – Dmitrij Tolkunov, Quebec Remparts
- Levé křídlo – David Thibeault, Victoriaville Tigres
- Střední útočník – Simon Gagné, Quebec Remparts
- Pravé křídlo – Mathieu Benoit, Chicoutimi Saguenéens / Acadie-Bathurst Titan
- Trenér – Denis Francoeur, Shawinigan Cataractes

All-Rookie Team
- Brankář – Alexej Volkov, Halifax Mooseheads
- Levý obránce – Andrew Carver, Hull Olympiques
- Pravý obránce – Dimitrij Kalinin, Moncton Wildcats
- Levé křídlo – Juraj Kolník, Quebec Remparts / Rimouski Océanic
- Střední útočník – Ladislav Nagy, Halifax Mooseheads
- Pravé křídlo – Guillaume Lamoureux, Val-d'Or Foreurs
- Trenér – Bruce Campbell, Cape Breton Screaming Eagles

### 1999-00
1. All-Star Team
- Brankář – Simon Lajeunesse, Moncton Wildcats
- Levý obránce – Michel Periard, Rimouski Océanic
- Pravý obránce – Jonathan Girard, Moncton Wildcats
- Levé křídlo – Ramzi Abid, Acadie-Bathurst Titan / Halifax Mooseheads
- Střední útočník – Brad Richards, Rimouski Océanic
- Pravé křídlo – Marc-Andre Thinel, Victoriaville Tigres
- Trenér – Doris Labonte, Rimouski Océanic

2. All-Star Team
- Brankář – Maxime Ouellet, Quebec Remparts
- Levý obránce – François Beauchemin, Acadie-Bathurst Titan / Moncton Wildcats
- Pravý obránce – Jonathan Gauthier, Rouyn-Noranda Huskies
- Levé křídlo – Simon Gamache, Val-d'Or Foreurs
- Střední útočník – Brandon Reid, Halifax Mooseheads
- Pravé křídlo –  Mathieu Benoit, Acadie-Bathurst Titan / Moncton Wildcats
- Trenér – Jean Pronovost, Rouyn-Noranda Huskies

All-Rookie Team
- Brankář – Ghislain Rousseau, Baie-Comeau Drakkar
- Levý obránce – Kirill Safronov, Quebec Remparts
- Pravý obránce – Kristian Kudroc, Quebec Remparts
- Levé křídlo – Frederic Faucher, Drummondville Voltigeurs
- Střední útočník – Chris Montgomery, Montreal Rocket
- Pravé křídlo –  Maxime Bouchard, Rouyn-Noranda Huskies
- Trenér – Pascal Vincent, Cape Breton Screaming Eagles

### 2000-01
1. All-Star Team
- Brankář – Frederic Cloutier, Shawinigan Cataractes
- Levý obránce – Danny Groulx, Victoriaville Tigres
- Pravý obránce – Marc-André Bergeron, Shawinigan Cataractes
- Levé křídlo – Simon Gamache, Val-d'Or Foreurs
- Střední útočník – Brandon Reid, Val-d'Or Foreurs
- Pravé křídlo – Radim Vrbata, Shawinigan Cataractes
- Trenér – Denis Francoeur, Shawinigan Cataractes

2. All-Star Team
- Brankář – Maxime Ouellet, Rouyn-Noranda Huskies
- Levý obránce – Alexandre Vigneault, Acadie-Bathurst Titan
- Pravý obránce – Chris Lyness, Montreal Rocket / Val-d'Or Foreurs
- Levé křídlo – Jason King, Halifax Mooseheads
- Střední útočník – Dominic Forget, Shawinigan Cataractes
- Pravé křídlo – Marc-Andre Thinel, Victoriaville Tigres
- Trenér – Claude Bouchard, Val-d'Or Foreurs

All-Rookie Team
- Brankář – Adam Russo, Acadie-Bathurst Titan
- Levý obránce – Francis Trudel, Sherbrooke Castors
- Pravý obránce – Tomas Malec, Rimouski Océanic
- Levé křídlo – Martin Frolík, Drummondville Voltigeurs
- Střední útočník – Pierre-Marc Bouchard, Chicoutimi Saguenéens
- Pravé křídlo – Aleš Hemský, Hull Olympiques
- Trenér – Claude Bouchard, Val-d'Or Foreurs

### 2001-02
1. All-Star Team
- Brankář – Danny Dallaire, Halifax Mooseheads
- Levý obránce – Danny Groulx, Victoriaville Tigres
- Pravý obránce – David Cloutier, Val-d'Or Foreurs / Cape Breton Screaming Eagles
- Levé křídlo – Charles Linglet, Baie-Comeau Drakkar
- Střední útočník – Pierre-Marc Bouchard, Chicoutimi Saguenéens
- Pravé křídlo – Jason Pominville, Shawinigan Cataractes
- Trenér – Real Paiement, Acadie-Bathurst Titan

2. All-Star Team
- Brankář – Adam Russo, Acadie-Bathurst Titan
- Levý obránce – Mathieu Dumas, Cape Breton Screaming Eagles
- Pravý obránce – Jean-François David, Shawinigan Cataractes
- Levé křídlo – Philippe Lacasse, Hull Olympiques
- Střední útočník – Yanick Lehoux, Baie-Comeau Drakkar
- Pravé křídlo – Aleš Hemský, Hull Olympiques
- Trenér – Pascal Vincent, Cape Breton Screaming Eagles

All-Rookie Team
- Brankář – Jeff Drouin-Deslauriers, Chicoutimi Saguenéens
- Levý obránce – Martin Vagner, Hull Olympiques
- Pravý obránce – Jesse Lane, Hull Olympiques
- Levé křídlo – Jean-Francois David, Baie-Comeau Drakkar
- Střední útočník – Benoit Mondou, Baie-Comeau Drakkar
- Pravé křídlo – Steve Bernier, Moncton Wildcats
- Trenér – Benoit Groulx, Hull Olympiques

### 2002-03
1. All-Star Team
- Brankář – Adam Russo, Acadie-Bathurst Titan
- Levý obránce – Jesse Lane, Hull Olympiques / Victoriaville
- Pravý obránce – Maxime Fortunus, Baie-Comeau Drakkar
- Levé křídlo – Timofei Shishkanov, Quebec Remparts
- Střední útočník – Joel Perrault, Baie-Comeau Drakkar
- Pravé křídlo – Jonathan Gagnon, Rouyn-Noranda Huskies
- Trenér – Shawn MacKenzie, Halifax Mooseheads

2. All-Star Team
- Brankář – Marc-André Fleury, Cape Breton Screaming Eagles
- Levý obránce – Alexandre Rouleau, Val-d'Or Foreurs / Quebec Remparts
- Pravý obránce – Bruno Gervais, Acadie-Bathurst Titan
- Levé křídlo – Olivier Filion, Acadie-Bathurst Titan
- Střední útočník – Maxime Talbot, Hull Olympiques
- Pravé křídlo – Steve Bernier, Moncton Wildcats
- Trenér – Richard Martel, Baie-Comeau Drakkar

All-Rookie Team
- Brankář – David Tremblay, Hull Olympiques & Jean-Michel Filiatrault, Victoriaville Tigres / Quebec Remparts
- Levý obránce – Mario Scalzo, Victoriaville Tigres
- Pravý obránce – Jim Sharrow, Halifax Mooseheads
- Levé křídlo – Kevin Mailhiot, Drummondville Voltigeurs
- Střední útočník – Petr Vrana, Halifax Mooseheads
- Pravé křídlo – Olivier Labelle, Hull Olympiques
- Trenér – Judes Vallée, Victoriaville Tigres

### 2003-04
1. All-Star Team
- Brankář – Martin Houle, Cape Breton Screaming Eagles
- Levý obránce – Doug O'Brien, Gatineau Olympiques
- Pravý obránce – Jonathan Paiement, Lewiston Maineiacs
- Levé křídlo – Danny Roussin, Rimouski Océanic
- Střední útočník – Sidney Crosby, Rimouski Océanic
- Pravé křídlo – Jean-Michel Daoust, Gatineau Olympiques
- Trenér – Benoit Groulx, Gatineau Olympiques

2. All-Star Team
- Brankář – Corey Crawford, Moncton Wildcats
- Levý obránce – Mathieu Dumas, Val-d'Or Foreurs
- Pravý obránce – Mario Scalzo, Victoriaville Tigres
- Levé křídlo – Alexandre Picard, Lewiston Maineiacs
- Střední útočník – Maxime Talbot, Gatineau Olympiques
- Pravé křídlo – Steve Bernier, Moncton Wildcats
- Trenér – Alain Vigneault, P.E.I. Rocket

All-Rookie Team
- Brankář – Julien Ellis, Shawinigan Cataractes
- Levý obránce – Nathan Welton, Quebec Remparts
- Pravý obránce – Mathieu Carle, Acadie-Bathurst
- Levé křídlo – Guillaume Latendresse, Drummondville
- Střední útočník – Sidney Crosby, Rimouski Océanic
- Pravé křídlo – Martin Karsums, Moncton Wildcats
- Trenér – nikdo nevybrán

### 2004-05
1. All-Star Team
- Brankář – Julien Ellis, Shawinigan Cataractes
- Levý obránce – Nicolas Marcotte, Chicoutimi Saguenéens
- Pravý obránce – Mario Scalzo, Victoriaville Tigres / Rimouski Océanic
- Levé křídlo – Maxime Boisclair, Chicoutimi Saguenéens
- Střední útočník – Marc-Antoine Pouliot, Rimouski Océanic
- Pravé křídlo – Sidney Crosby, Rimouski Océanic

2. All-Star Team
- Brankář – Corey Crawford, Moncton Wildcats
- Levý obránce – Sam Roberts, Gatineau Olympiques
- Pravý obránce – Alexandre Picard, Lewiston Maineiacs
- Levé křídlo – Danny Roussin, Rimouski Océanic
- Střední útočník – David Desharnais, Chicoutimi Saguenéens
- Pravé křídlo – Alex Bourret, Lewiston Maineiacs

All-Rookie Team
- Brankář – Maxime Joyal, Quebec Remparts
- Levý obránce – Oskars Bartulis, Moncton Wildcats
- Pravý obránce – Kristopher Letang, Val-d'Or Foreurs
- Levé křídlo – Viatcheslav Trukhno, P.E.I. Rocket
- Střední útočník – Derick Brassard, Drummondville Voltigeurs
- Pravé křídlo – Alexandr Radulov, Quebec Remparts

### 2005-06
1. All-Star Team
- Brankář – Ondřej Pavelec, Cape Breton Screaming Eagles
- Levý obránce – Kristopher Letang, Val-d'Or Foreurs
- Pravý obránce – Keith Yandle, Moncton Wildcats
- Levé křídlo – Maxime Boisclair, Chicoutimi Saguenéens
- Střední útočník – Derick Brassard, Drummondville Voltigeurs
- Pravé křídlo – Alexandr Radulov, Quebec Remparts

2. All-Star Team
- Brankář – Josh Tordjman, Victoriaville Tigres / Moncton Wildcats
- Levý obránce – Frederic St. Denis, Drummondville Voltigeurs
- Pravý obránce – Michal Sersen, Quebec Remparts
- Levé křídlo – Alex Bourret, Shawinigan Cataractes
- Střední útočník – David Desharnais, Chicoutimi Saguenéens
- Pravé křídlo – Stanislav Lašček, Chicoutimi Saguenéens

All-Rookie Team
- Brankář – Ondřej Pavelec, Cape Breton Screaming Eagles
- Levý obránce – Ivan Višněvskij, Rouyn-Noranda Huskies
- Pravý obránce – Andrew Bodnarchuk, Halifax Mooseheads
- Levé křídlo – Felix Schutz, Saint John Sea Dogs
- Střední útočník – Angelo Esposito, Quebec Remparts
- Pravé křídlo – Claude Giroux, Gatineau Olympiques

### 2006-07
1. All-Star Team
- Brankář – Ondřej Pavelec, Cape Breton Screaming Eagles
- Levý obránce – Andrew MacDonald, Moncton Wildcats
- Pravý obránce – Kristopher Letang, Val-d'Or Foreurs
- Levé křídlo – Vjačeslav Truchno, Gatineau Olympiques
- Střední útočník – Mathieu Perreault, Acadie-Bathurst Titan
- Pravé křídlo – Thomas Beauregard, Acadie-Bathurst Titan

2. All-Star Team
- Brankář – Jonathan Bernier, Lewiston Maineiacs
- Levý obránce – Oskars Bartulis, Cape Breton Screaming Eagles
- Pravý obránce – Jean-Claude Sawyer, Cape Breton Screaming Eagles
- Levé křídlo – Benoît Doucet, Victoriaville Tigres
- Střední útočník – James Sheppard, Cape Breton Screaming Eagles
- Pravé křídlo – François Bouchard, Baie-Comeau Drakkar

All-Rookie Team
- Brankář – Peter Delmas, Lewiston Maineiacs
- Levý obránce – Mark Barberio, Cape Breton Screaming Eagles / Moncton Wildcats
- Pravý obránce – Simon Lacroix, Shawinigan Cataractes
- Levé křídlo – Michael Frolík, Rimouski Océanic
- Střední útočník – Christopher DiDomenico, Saint John Sea Dogs
- Pravé křídlo – Jakub Voráček, Halifax Mooseheads

### 2007-08
1. All-Star Team
- Brankář – Kevin Desfossés, Quebec Remparts
- Obránci – Marc-André Bourdon, Rouyn-Noranda & Marc-André Dorion, Baie-Comeau
- Levé křídlo – Stefano Giliati, Lewiston Maineiacs
- Střední útočník – Francis Pare, Chicoutimi Saguenéens
- Pravé křídlo – Claude Giroux, Gatineau Olympiques

2. All-Star Team
- Brankář – Marco Cousineau, Baie-Comeau Drakkar
- Obránci – Kevin Marshall, Lewiston Maineiacs & Ivan Višněvskij, Rouyn-Noranda Huskies
- Levé křídlo – Michaël Dubuc, Rouyn-Noranda Huskies
- Střední útočník – Mathieu Perreault, Acadie-Bathurst Titan
- Pravé křídlo – Jakub Voracek, Halifax Mooseheads

All-Rookie Team
- Brankář – Olivier Roy, Cape Breton Screaming Eagles
- Obránci – Simon Després, Saint John Sea Dogs & Samuel Groulx, Quebec Remparts
- Levé křídlo – Nicolas Deschamps, Chicoutimi Saguenéens
- Střední útočník – Tomáš Knotek, Halifax Mooseheads
- Pravé křídlo – Jacob Lagacé, Chicoutimi Saguenéens

### 2008-09
1. All-Star Team
- Brankář – Nicola Riopel, Moncton Wildcats
- Obránci – Dmitrij Kulikov, Drummondville Voltigeurs & Marc-André Bourdon, Rimouski Océanic
- Levé křídlo – Mike Hoffman, Drummondville Voltigeurs
- Střední útočník – Cédric Lalonde-McNicoll, Shawinigan Cataractes
- Pravé křídlo – Yannick Riendeau, Drummondville Voltigeurs

2. All-Star Team
- Brankář – Charles Lavigne, Quebec Remparts
- Obránci – Charles-Olivier Roussel, Shawinigan Cataractes & Sébastien Piché, Rimouski Océanic
- Levé křídlo – Paul Byron, Gatineau Olympiques
- Střední útočník – Dany Massé, Drummondville Voltigeurs
- Pravé křídlo – Nicholas Petersen, Shawinigan Cataractes

All-Rookie Team
- Brankář – Christopher Holden, Cape Breton Screaming Eagles
- Obránci – Dmitrij Kulikov, Drummondville Voltigeurs & Brandon Gormley, Moncton Wildcats
- Levé křídlo – Sergej Ostapčuk, Rouyn-Noranda Huskies
- Střední útočník – Ben Duffy, P.E.I. Rocket
- Pravé křídlo – Dmitrij Kugrišev, Quebec Remparts

### 2009-10
1. All-Star Team
- Brankář – Jake Allen, Drummondville Voltigeurs
- Obránci – David Savard, Moncton Wildcats & Joel Chouinard, Victoriaville Tigres
- Levé křídlo – Mike Hoffman, Saint John Sea Dogs
- Střední útočník – Luke Adam, Cape Breton Screaming Eagles
- Pravé křídlo – Gabriel Dumont, Drummondville Voltigeurs

2. All-Star Team
- Brankář – Kevin Poulin, Victoriaville Tigres
- Obránci – Brandon Gormley, Moncton Wildcats & Mark Barberio, Moncton Wildcats
- Levé křídlo – Nicolas Deschamps, Moncton Wildcats
- Střední útočník – Sean Couturier, Drummondville Voltigeurs
- Pravé křídlo – Nicholas Petersen, Saint John Sea Dogs

All-Rookie Team
- Brankář – Robin Gusse, Chicoutimi Saguenéens
- Obránci – Adam Polášek, P.E.I. Rocket & Xavier Ouellet, Montreal Junior Hockey Club
- Levé křídlo – Stanislav Galijev, Saint John Sea Dogs
- Střední útočník – Alexandre Comtois, Drummondville Voltigeurs
- Pravé křídlo – Petr Straka, Rimouski Océanic